# Barry Adamson
Barry Adamson (* 11. června 1958 Manchester, Anglie) je anglický popový a rockový hudebník. Spolupracoval s kapelami jako Magazine, The Birthday Party, Nick Cave and the Bad Seeds, Grinderman, Jon Spencer Blues Explosion nebo Depeche Mode.

## Diskografie
Alba
- Moss Side Story (1988)
- Soul Murder (1992)
- Oedipus Schmoedipus (1996)
- As Above, So Below (1998)
- The Murky World of Barry Adamson (1999; kompilace)
- King of Nothing Hill (2002)
- Stranger on the Sofa (2006)
- Back To The Cat (2008)
- I Will Set You Free (2012)
- Know Where To Run (2016)
- Memento Mori (2018)

EP
- Taming of the Shrewd (1989)
- Cinema Is King (1992)
- The Negro Inside Me (1993)
- Movieology (1995)
- The Big Bamboozle (1995)
- Achieved In The Valley Of The Dolls (1996)
- Can't Get Loose (1998)
- Love Sick Dick (2017)
- Steal Away (2021)

Singly
- „The Man With The Golden Arm“ (1988)
- „These Boots Are Made For Walking“ (1991)
- „What it Means“ (1998)
- „Jazz Devil“ (1998)
- „The Crime Scene“ (1999)
- „Motorlab #3“ (2001)
- „Black Amour“ (2002)
- „Whispering Streets“ (2002)
- „The Long Way Back Again“ (2006)
- „Straight 'til Sunrise“ (2008)
- „Rag and Bone“ (2010)
- „Up in the Air“ (2016)

Soundtracky
- The Last of England (1987)
- Delusion (1991)
- Gas Food Lodging (1992)
- Natural Born Killers (1994)
- Lost Highway (1997)
- To Have And To Hold (1997)
- The Beach (2000)
- The World of Interiors (2001)